# Belarus International 2019
Die Belarus International 2019 im Badminton fanden vom 29. August bis zum 9. September 2019 in Minsk statt.

## Sieger und Platzierte
| Disziplin    | Gold                     | Silber                        | Bronze                             |
| ------------ | ------------------------ | ----------------------------- | ---------------------------------- |
| Herreneinzel | Lei Lanxi                | Raul Must                     | Kartikey Gulshan Kumar             |
| Herreneinzel | Lei Lanxi                | Raul Must                     | Weng Hongyang                      |
| Dameneinzel  | Wang Zhiyi               | Zhang Yiman                   | Ruthvika Shivani                   |
| Dameneinzel  | Wang Zhiyi               | Zhang Yiman                   | Laura Sárosi                       |
| Herrendoppel | Ou Xuanyi Zhang Nan      | Matthew Clare Max Flynn       | Ivan Druzchenko Oleksandr Kolesnik |
| Herrendoppel | Ou Xuanyi Zhang Nan      | Matthew Clare Max Flynn       | Callum Hemming Gregory Mairs       |
| Damendoppel  | Yu Xiaohan Zhang Shuxian | Jenny Moore Victoria Williams | Chen Jiayuan Huang Jia             |
| Damendoppel  | Yu Xiaohan Zhang Shuxian | Jenny Moore Victoria Williams | Chen Yingying Yan Chenxue          |
| Mixed        | Ren Xiangyu Zhou Chaomin | Guo Xinwa Zhang Shuxian       | Callum Hemming Jenny Moore         |
| Mixed        | Ren Xiangyu Zhou Chaomin | Guo Xinwa Zhang Shuxian       | Melker Bexell Tilda Sjöö           |